# Mihály Károlyi
Hrabě Mihály Károlyi (4. března 1875 Budapešť – 19. března 1955 Vence) byl první a jediný prezident První Maďarské republiky a zároveň první premiér novodobého Maďarska.

## Kariéra
Dne 30. října 1918 došlo v Budapešti k „Astrové revoluci“ a o den později byl Károlyi jmenován předsedou nové uherské vlády. Ještě téhož dne v Budapešti rozvášněný dav zabil nenáviděného Istvána Tiszu. Nová vláda nejprve vyčkávala dalšího vývoje, ovšem po vyhlášení Německé republiky a Rakouské republiky, vyhlásila i ona dne 16. listopadu 1918 Maďarskou republiku. Jejím prvním prezidentem se stal Mihály Károlyi. Ve funkci prezidenta byl jen krátce od 11. ledna do 21. března 1919, kdy se moci chopili komunisté a vyhlásili Maďarskou republiku rad. Po nastolení Maďarské republiky rad emigroval do Francie, později do USA a Spojeného království. V letech 1920–44 zejména svou publikační činností vystupoval proti Horthyho režimu a fašismu. Po skončení 2. světové války se 1946 vrátil do Maďarska. Od roku 1947 působil jako velvyslanec v Paříži, roku 1949 však na protest proti stalinským represáliím v Maďarsku na svůj post rezignoval a zůstal v emigraci ve Francii.